# زورآباد (هیرمند)
زورآباد روستایی در دهستان جهان‌آباد بخش مرکزی شهرستان هیرمند استان سیستان و بلوچستان ایران است.
همچنین یکی از سکونت گاه های طایفه کوهکن بوده است.

## جمعیت
بر پایه سرشماری عمومی نفوس و مسکن در سال ۱۳۹۵ جمعیت این روستا ۱۵۱ نفر (۴۴خانوار) بوده‌است.